# Warburton Highway
Der Warburton Highway ist eine Fernstraße im Süden des australischen Bundesstaates Victoria. Er verbindet den Maroondah Highway am Ostrand von Lilydale mit der Woods Point Road in Warburton. Die gesamte, seit 1941 komplett asphaltierte Straße ist zweispurig ausgebaut und liegt in der Local Government Area Yarra Ranges Shire.

## Verlauf
Die Fernstraße zweigt am Ostrand von Lilydale vom Maroondah Highway (B300) nach Osten ab und verbindet so Melbourne mit dem Weinbaugebiet im Tal des Yarra River und dem regelmäßig verschneiten Berggipfel, der der Stadt am nächsten liegt – dem Mount Donna Buang über Warburton.
Durch Woori Yallock und Yarra Junction verläuft sie weiter nach Warburton, einer Kleinstadt am Südrand des Yarra-Ranges-Nationalparks. Dort geht sie in die Woods Point Road (C511) über, die nach Nordosten und Osten zur Ortschaft Woods Point im Quellgebiet des Goulburn River führt.

## Geschwindigkeitsbegrenzungen, Polizeikontrollen, Unfälle
Innerhalb geschlossener Ortschaften beträgt die zulässige Höchstgeschwindigkeit 50–60 km/h, außerhalb 70–80 km/h. Nur zwischen Seville und Woori Yallock sind 90 km/h erlaubt.
Wegen der Geschwindigkeitsbegrenzung auf 100 km/h und dem hohen Verkehrsaufkommen gibt es häufige Polizeikontrollen.
Besonders an Wochentagen Nachmittags ist die Straße stadtauswärts stark befahren und es bilden sich lange Staus. An der Kreuzung mit der Alsopps Road in Launching Place gibt es die meisten Unfälle, weil dort wegen der angrenzenden Tankstelle häufig Reste von Diesel und Öl auf der Straße sind. In nur 6 Monaten passierten 7 Unfälle dort.

## Wichtige Kreuzung und Anschlüsse
| Warburton Highway |                                |                                |                                                                              |
| Anschlüsse Richtung Westen | Entfernung nach Melbourne (km) | Entfernung nach Warburton (km) | Anschlüsse Richtung Osten                                                    |
| Ampelkreuzung (im Uhrzeigersinn von Highway aus) Maroondah Highway nach Lilydale und Melbourne Maroondah Highway nach Yarra Glen und Yea |                                |                                |                                                                              |
| Ende Warburton Highway | 44                             | 34                             | Beginn Warburton Highway                                                     |
| Wandin North | 51                             | 27                             | Wandin North                                                                 |
| Mount Evelyn, Montrose Clegg Road | 51,5                           | 26,5                           | Mount Evelyn Clegg Road                                                      |
| Seville | 52,8                           | 25,2                           | Seville                                                                      |
| Monbulk Monbulk-Seville Road | 53                             | 25                             | Monbulk Monbulk-Seville Road                                                 |
| Woori Yallock | 59,6                           | 18,4                           | Woori Yallock                                                                |
| Healesville, Toolangi Healesville-Koo Wee Rup Road                                                                                       | 59,6                           | 18,4                           | Healesville, Toolangi Healesville-Koo Wee Rup Road                           |
| Cockatoo, Pakenham, Koo Wee Rup Healesville-Koo Wee Rup Road                                                                             | 59,7                           | 18,3                           | Cockatoo, Pakenham, Koo Wee Rup Healesville-Koo Wee Rup Road                 |
| Launching Place | 63,5                           | 14,5                           | Launching Place                                                              |
| Gembrook, Pakenham Gembrook-Launching Place Road                                                                                         | 64,5                           | 13,5                           | Gembrook, Pakenham Gembrook-Launching Place Road                             |
| Healesville, Mount Donna Buang Don Road                                                                                                  | 65,5                           | 12,5                           | Healesville, Mount Donna Buang Don Road                                      |
| Yarra Junction | 68                             | 10                             | Yarra Junction                                                               |
| Noojee, Warragul, Korumburra, Mount Baw Baw Yarra Junction-Noojee Road                                                                   | 67,1                           | 9,9                            | Noojee, Warragul, Korumburra, Mount Baw Baw Yarra Junction-Noojee Road       |
| Warburton | 78                             | 0                              | Warburton                                                                    |
| Mount Donna Buang, Alexandra Donna Buang Road                                                                                            | 77                             | --                             | Mount Donna Buang, Alexandra Donna Buang Road                                |
| Beginn Warburton Highway von der Woods Point Road                                                                                        | 77                             | --                             | Ende Warburton Highway weiter als Woods Point Road nach Reefton / Marysville |